# Wegkreuz (Aschach, Stutz)

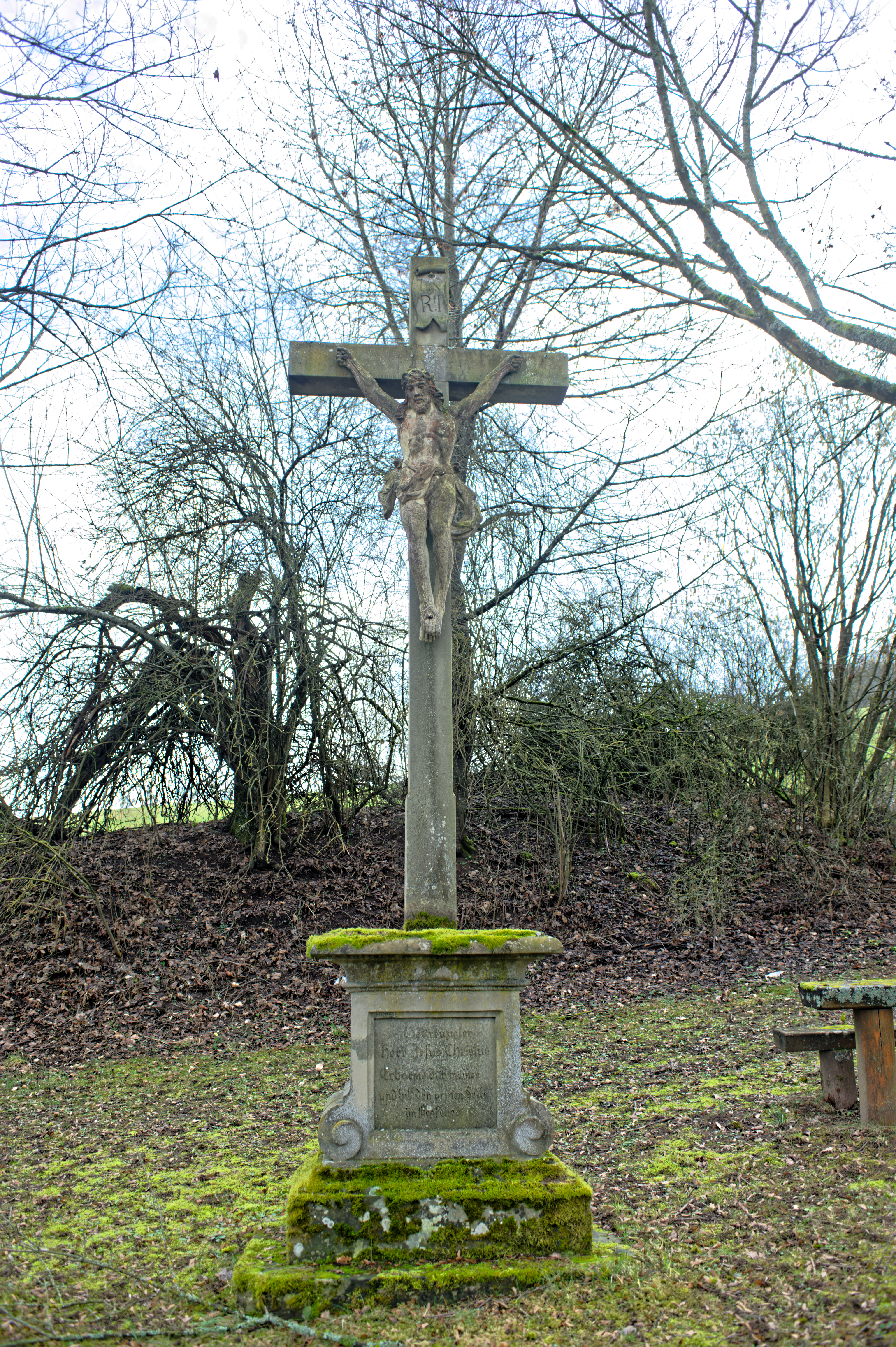
Wegkreuz, Aschach, Stutz

Das Wegkreuz Stutz ist ein Flurdenkmal in Aschach, einem Ortsteil des Marktes Bad Bocklet im unterfränkischen Landkreis Bad Kissingen. Der Bildstock gehört zu den Baudenkmälern von Bad Bocklet und ist unter der Nummer D-6-72-112-45 in der Bayerischen Denkmalliste registriert.

## Beschreibung
Das etwa fünf Meter hohe Wegkreuz besteht aus gelbem Sandstein und wurde im Jahr 1899 von Bildhauer Valentin Weidner geschaffen.
Der Sockel ist aus fünf Teilen mehrfach zusammengesetzt. Auf einem 146 cm hohen, profilierten Sockel steht ein 361 cm hohes Hochkreuz mit Korpus und INRI-Tafel. Die Basisplatte tritt aus dem Boden heraus und hat die Abmessungen 140 cm × 117 cm. Die 24 cm hohe Sockelplatte hat die Abmessungen 118 cm × 79 cm. Daneben findet sich ein Rollwerk (23 cm) im aufgehenden Sockelunterteil und eine profilierte Abschlussplatte aus Wulst, Kehle, Platte mit den Abmessungen 102 cm × 79 cm.
Auf der Inschrifttafel mit den Abmessungen 51,5 cm × 44,5 cm steht in  Groß- und Kleinbuchstaben in Frakturschrift auf der Schauseite:

„Gekreuzigter

Herr Jesus Christ

erbarme Dich meiner

und hilf den armen Seelen

im Fegefeuer“

Auf der Rückseite steht:

„Errichtet

im Jahre 1899

von

Apolonia

Markert.“

Die Signatur lautet: «V. Weidner, Kissingen.»
Das Wegkreuz wurde im Jahr 1980 von Bildhauer Ludwig Bauer renoviert.